# Alan Washbond
Alan Washbond, né le 14 octobre 1899 à Keene Valley et mort le 30 juillet 1965 à Plattsburgh, est un bobeur américain notamment champion olympique de bob à deux en 1936.

## Biographie
Après avoir commencé le bobsleigh avec son frère Bud, Alan Washbond s'allie avec Ivan Brown. Ils sont champions olympiques aux Jeux olympiques d'hiver de 1936 à Garmisch-Partenkirchen en Allemagne et champions d'Amérique du Nord en 1935, 1938 et 1939. Après sa carrière sportive, Alan Washbond travaille dans des camps touristiques à Keene Valley.

## Palmarès

### Jeux Olympiques
- : médaillé d'or en bob à 2 aux JO 1936.